# Grâce Zaadi
Grâce Zaadi Deuna (Courcouronnes, 7 de julio de 1993) es una jugadora de balonmano francesa que juega de central en el CSM București. Ha conseguido dos medallas olímpicas. 

## Palmarés

### Metz Handball
- Liga de Francia de balonmano femenino (6): 2014, 2016, 2017, 2018, 2019, 2022
- Copa de Francia de balonmano femenino (4): 2014, 2017, 2019, 2022

### Rostov-Don
- Liga de Rusia de balonmano femenino (1): 2022
- Copa de Rusia de balonmano femenino (1): 2021

### RK Krim
- Liga de Eslovenia (1): 2025[2]
- Copa de Eslovenia (1): 2025

### Selección Francesa
| Juegos Olímpicos   | Juegos Olímpicos | Juegos Olímpicos  | Juegos Olímpicos |
| Año                | Lugar            | Medalla           |                  |
| ------------------ | ---------------- | ----------------- | ---------------- |
| 2016               | Río de Janeiro   | Medalla de plata  |                  |
| 2020               | Tokio            | Medalla de oro    |                  |
| 2024               | París            | Medalla de plata  |                  |
| Campeonato Mundial |                  |                   |                  |
| Año                | Lugar            | Medalla           |                  |
| 2017               | Alemania         | Medalla de oro    |                  |
| 2021               | España           | Medalla de plata  |                  |
| Campeonato Europeo |                  |                   |                  |
| Año                | Lugar            | Medalla           |                  |
| 2016               | Suecia           | Medalla de bronce |                  |
| 2018               | Francia          | Medalla de oro    |                  |
| 2020               | Dinamarca        | Medalla de plata  |                  |

## Clubes
| Club          | País      | Año         |
| ------------- | --------- | ----------- |
| Metz Handball | Francia   | 2013 - 2020 |
| Rostov-Don    | Rusia     | 2020 - 2022 |
| Metz Handball | Francia   | 2022        |
| CSM București | Rumania   | 2022 - 2024 |
| RK Krim       | Eslovenia | 2024        |